# تافیلالت
تافیلالت یا تافیلات یکی از مهمترین واحه ها در صحرای مراکش می‌باشد. این واحه هم چنین یکی از پهناورترین واحه‌های زمین بوده که در امتداد رودخانه زیز جا گرفته‌است.
از سال ۱۶۴۸ میلادی به بعد یکی از سنت‌های شاهان مراکش فرستادن پسرها و دختران اضافی به تافیلالت بوده‌است. ساکنان این واحه در روستاهای سنگر بندی شده زندگی می‌کنند.
ساکنان تافیلات نوادگان قبیله عرب بنی هلال بوده‌اند و تافیلالت در زبان بربری به معنای «سرزمین هلالیان» است.